# Rostvingad filentoma
Rostvingad filentoma (Philentoma pyrhoptera) är en fågel i familjen vangor inom ordningen tättingar.

## Utseende och läte
Filentomor är medelstora tättingar som närmast påminner om monarker i kroppsbyggnaden. Hanens fjäderdräkt varierar från helt gråblå till att ha varmt rostbruna vingar och rent vit buk. Honan är gråaktig ovan, med smutsvit strupe och rostfärgade vingar och stjärt. Sången består av två visslade toner, i engelsk litteratur återgivet som "whee-wheeep". Även hårt tjatter kan höras.

## Utbredning och systematik
Rostvingad filentoma förekommer i Sydostasien. Den delas in i två underarter med följande utbredning:
- Philentoma pyrhoptera pyrhoptera – förekommer i södra Myanmar, Malaysia, Sumatra, Borneo och öar utanför kusten
- Philentoma pyrhoptera dubia – förekommer på Natuna-öarna (Sydkinesiska havet)

## Familjetillhörighet
Släktet har länge flyttats runt mellan olika familjer. Fram tills nyligen placerades arterna istället i familjen skogstörnskator (Tephrodornithidae) med släktena Hemipus och Tephrodornis. Studier visar dock att denna grupp är nära släkt med vangorna och flyttas nu allmänt dit.

## Levnadssätt
Rostvingad filentoma hittas i skogsområden i lågland och lägre bergstrakter. Där gör den likt flugsnappare utfall mot insekter från en sittplats på medelhög till låg höjd.

## Status och hot
Arten har ett stort utbredningsområde, men tros minska i antal, dock inte tillräckligt kraftigt för att den ska betraktas som hotad. Internationella naturvårdsunionen IUCN listar därför arten som livskraftig (LC).